# La Haye-d’Ectot
La Haye-d’Ectot ist eine französische Gemeinde mit 285 Einwohnern (Stand: 1. Januar 2022) im Département Manche in der Region Normandie. Sie gehört zum Arrondissement Cherbourg und zum Kanton Les Pieux. 
Sie liegt auf der Halbinsel Cotentin und grenzt im Nordwesten an Les Moitiers-d’Allonne, im Norden an Sortosville-en-Beaumont, im Osten an Saint-Maurice-en-Cotentin, im Süden an Saint-Jean-de-la-Rivière und im Südwesten an Barneville-Carteret.  

## Bevölkerungsentwicklung
| Jahr      | 1962 | 1968 | 1975 | 1982 | 1990 | 1999 | 2008 | 2018 |
| --------- | ---- | ---- | ---- | ---- | ---- | ---- | ---- | ---- |
| Einwohner | 219  | 210  | 163  | 150  | 147  | 195  | 227  | 238  |

## Sehenswürdigkeiten

Kirche Notre-Dame
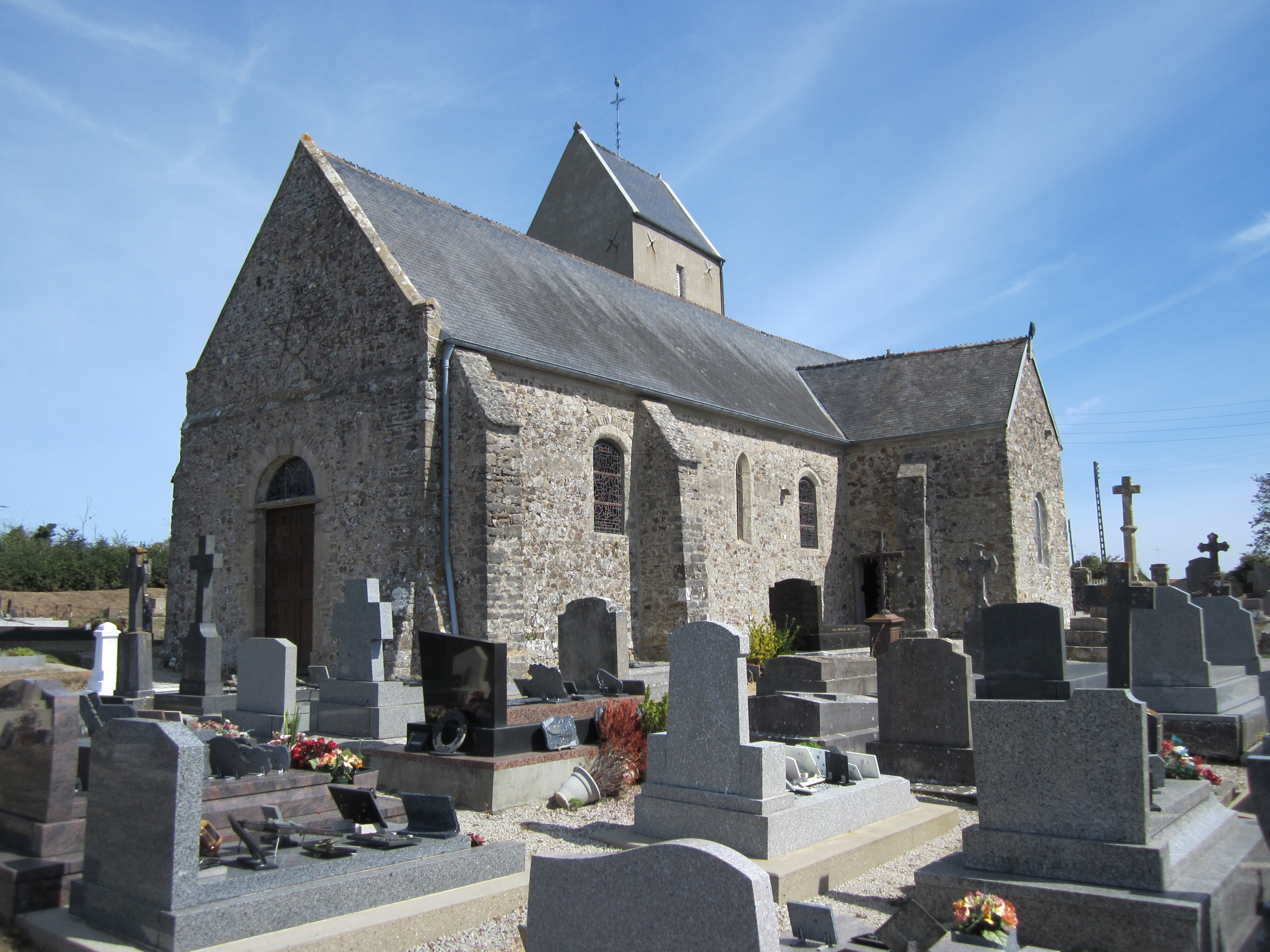
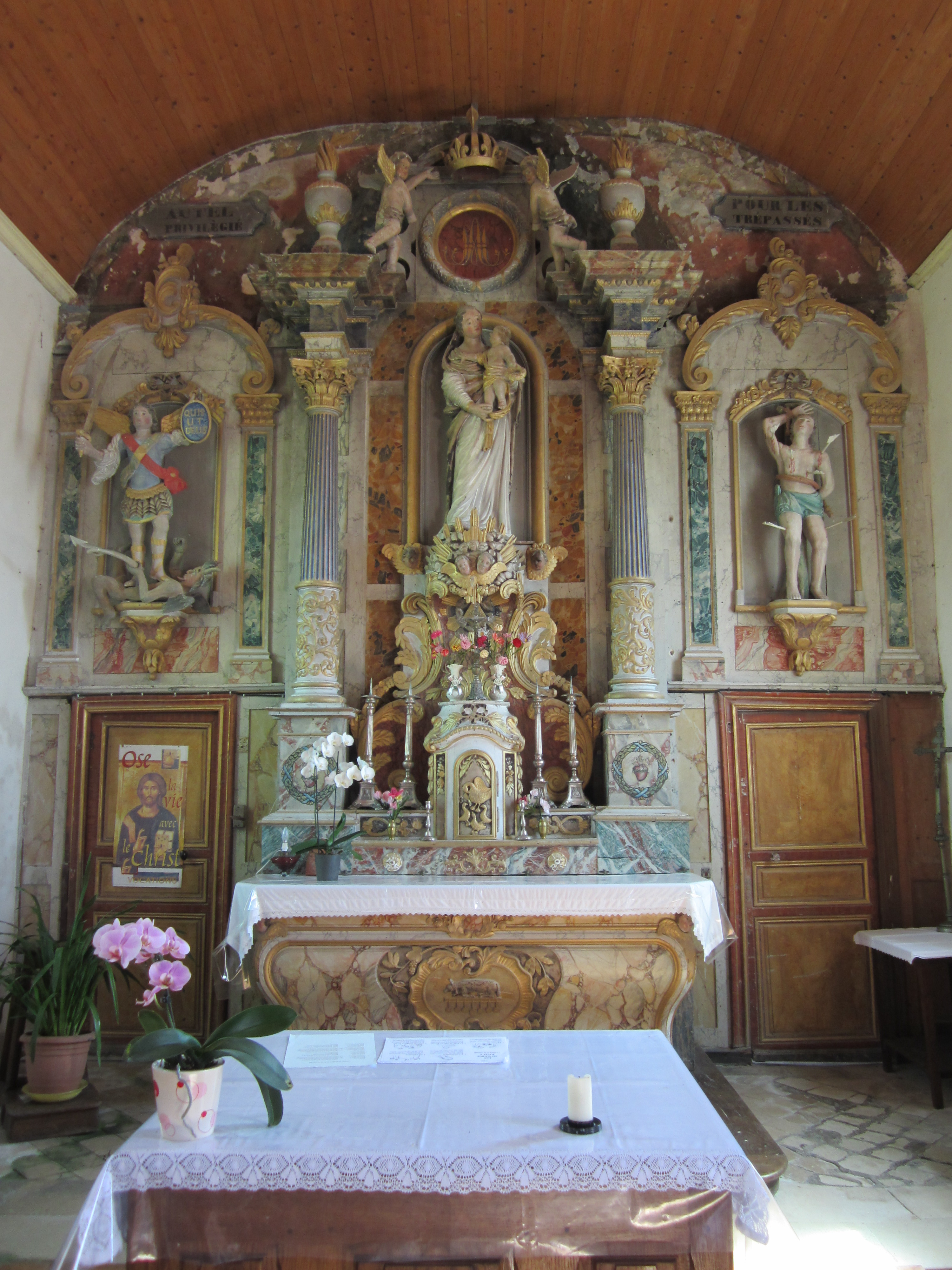